# Frankie Edgar

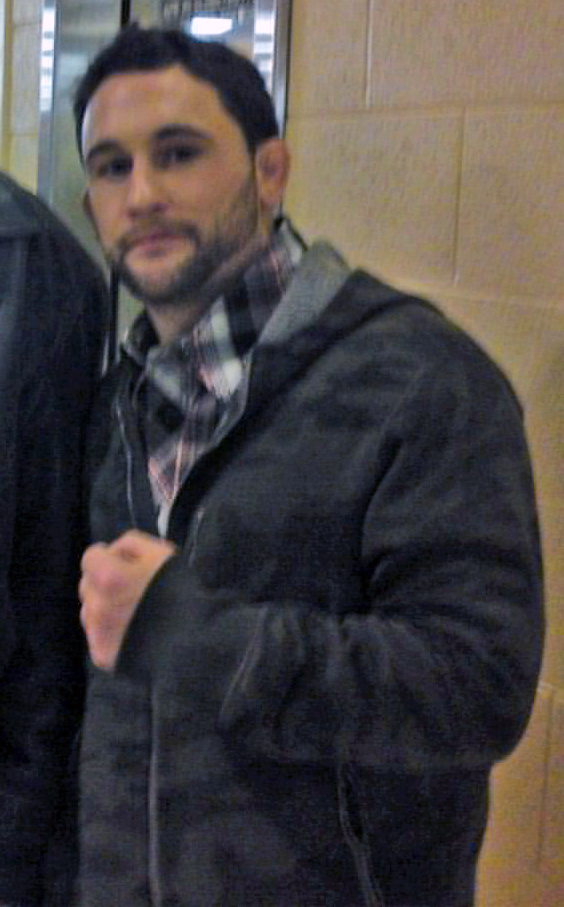
Frankie Edgar (2010)

Frankie Edgar (* 16. Oktober 1981 in Toms River, New Jersey, USA als Frank James Edgar) ist ein US-amerikanischer Mixed-Martial-Arts-Kämpfer. Seine Kampfbilanz beträgt 20 Siege, vier Niederlagen und ein Unentschieden.
Der aus Toms River in New Jersey stammende Ringer hatte sein siegreiches MMA-Debüt am 29. Oktober 2005 bei einer Veranstaltung des Organisators Ring of Combat. Es folgten zwei weitere Siege, einer bei Sportfighting und wieder einer bei Ring of Combat. Darauf kämpfte er zweimal beim Veranstalter Reality Fighting, wo er Leichtgewicht-Champion wurde.
Anschließend kam Edgar zur UFC. Bei seinem ersten Kampf im Februar 2007 besiegte er Tyson Griffin nach Punkten. Nach Siegen über Mark Bocek und Spencer Fisher erlitt Edgar bei der UFC Fight Night 13 im April 2008 gegen Gray Maynard seine erste Niederlage. Bei der Fight Night 14 gewann er dann gegen Hermes Franca. Bei der UFC 98 im Mai 2009 traf Edgar auf den früheren Leichtgewicht-Champion Sean Sherk und besiegte ihn einstimmig nach Punkten. Nachdem er mit Matt Veach im Dezember auch seinen nächsten Gegner besiegt hatte, wurde auf den 10. April 2010 ein Titelkampf gegen den Lightweight Champion B.J. Penn angesetzt. Der Kampf bei der UFC 112 ging über die volle Distanz von fünf Runden und am Ende stand Frankie Edgar als neuer Titelträger fest. Auch den Rückkampf im August an der UFC 118 konnte Edgar für sich entscheiden. Am 1. Januar traf Edgar erneut auf Maynard. Der Kampf endete mit einem Unentschieden, und so verblieb er als Champion.
Aufgrund des Unentschiedens wurde ein Rückkampf angesetzt, dieser sollte zunächst am 28. Mai 2011 bei UFC 130 stattfinden, wurde aber wegen Verletzungen beider Kämpfer verschoben. Am 8. Oktober kam es bei UFC 136 zu dem Kampf, den Edgar in der vierten Runde durch K. o. gewinnen konnte. Seine nächste Titelverteidigung wurde für UFC 144 am 26. Februar 2012 gegen Benson Henderson angesetzt, nachdem dieser Clay Guida besiegen konnte. Edgar verlor den Kampf per Decision, aber es wurde ein sofortiger Rückkampf für den 11. August 2012 bei UFC 150 angesetzt. Edgar verlor abermals nach Punkten und wechselte ins Federgewicht, wo er bei UFC 156 den Titelkampf gegen José Aldo verlor. Danach gewann Edgar jedoch fünf Federgewichtskämpfe in Folge, unter anderem gegen B.J. Penn und Chad Mendes.